# Girl Genius
 (mai 2022).
Si vous disposez d'ouvrages ou d'articles de référence ou si vous connaissez des sites web de qualité traitant du thème abordé ici, merci de compléter l'article en donnant les références utiles à sa vérifiabilité et en les liant à la section « Notes et références ».
Girl Genius est une série de bande dessinée américaine devenue un webcomic. Elle est écrite et dessinée par Phil et Kaja Foglio et publiée par leur société, le Studio Foglio, dans une gamme nommée Airship Entertainment. Cette bande dessinée a remporté cinq WCCA, un prix décerné par des auteurs de webcomics, dont celle de webcomic le plus remarquable de 2008 ; elle a aussi remporté le prix Hugo de la meilleure histoire graphique de 2009. Girl Genius a aussi été nommée pour le prix Hugo du meilleur artiste professionnel, pour un prix Eagle, et deux fois pour un prix Eisner. La série n'a jamais été traduite en français.
Girl Genius a comme phrase-choc « Adventure, Romance, MAD SCIENCE! », soit « Aventure, romantisme, SCIENCE FOLLE ! » Son héroïne, Agatha Clay, vit des aventures dans un monde victorien et proche du steampunk. Kaja Foglio, une des coauteurs, décrit plutôt Girl Genius comme du « gaslamp fantasy », pour souligner son côté plus fantastique.

## Liste des albums
- Volume 1: Agatha Heterodyne and the Beetleburg Clank (96 p.) (rassemble les numéros #1–3)
  - Paperback:  (ISBN 1-890856-19-3), full color Paperback:  (ISBN 1-890856-50-9)
  - Hardcover:  (ISBN 1-890856-20-7)
- Volume 2: Agatha Heterodyne and the Airship City (112 p.) (rassemble les numéros #4–6)
  - Paperback:  (ISBN 1-890856-30-4)
  - Hardcover:  (ISBN 1-890856-31-2)
- Volume 3: Agatha Heterodyne and the Monster Engine (128 p.) (rassemble les numéros #7–9)
  - Paperback:  (ISBN 1-890856-32-0)
  - Hardcover:  (ISBN 1-890856-33-9)
- Volume 4: Agatha Heterodyne and the Circus Of Dreams (128 p.) (rassemble les numéros #10–13 + webcomic d'avril–juin 2005)
  - Paperback:  (ISBN 1-890856-36-3)
  - Hardcover:  (ISBN 1-890856-37-1)
- Volume 5: Agatha Heterodyne and the Clockwork Princess (112 p.) (rassemble les chapitres correspondants du webcomic)
  - Paperback:  (ISBN 1-890856-39-8)
  - Hardcover:  (ISBN 1-890856-38-X)
- Volume 6: Agatha Heterodyne and the Golden Trilobite (150 p.) (rassemble les chapitres correspondants du webcomic)
  - Paperback:  (ISBN 1-890856-42-8)
  - Hardcover:  (ISBN 1-890856-41-X)
- Volume 7: Agatha Heterodyne and the Voice of the Castle (128 p.) (rassemble les chapitres correspondants du webcomic)
  - Paperback:  (ISBN 978-1-890856-45-8)
  - Hardcover:  (ISBN 978-1-890856-46-5)
- Volume 8: Agatha Heterodyne and the Chapel of Bones (144 p.) (rassemble les chapitres correspondants du webcomic) prix Hugo de la meilleure histoire graphique 2009
  - Paperback:  (ISBN 978-1-890856-47-2)
  - Hardcover:  (ISBN 978-1-890856-48-9)
- Volume 9: Agatha Heterodyne and the Heirs of the Storm (144 p.) (rassemble les chapitres correspondants du webcomic) prix Hugo de la meilleure histoire graphique 2010
  - Paperback:  (ISBN 978-1-890856-52-6)
  - Hardcover:  (ISBN 978-1-890856-51-9)
- Volume 10: Agatha Heterodyne and the Guardian Muse (152 p.) (rassemble les chapitres correspondants du webcomic) prix Hugo de la meilleure histoire graphique 2011
  - Paperback:  (ISBN 978-1-890856-53-3)
  - Hardcover:  (ISBN 978-1-890856-54-0)
- Volume 11: Agatha Heterodyne and the Hammerless Bell (168 p.) (rassemble les chapitres correspondants du webcomic)
  - Paperback:  (ISBN 978-1-890856-55-7)
  - Hardcover:  (ISBN 978-1-890856-56-4)
- Volume 12: Agatha Heterodyne and the Siege of Mechanicsburg (192 p.) (rassemble les chapitres correspondants du webcomic)
  - Paperback:  (ISBN 978-1-890856-57-1)
  - Hardcover:  (ISBN 978-1-890856-58-8)
- Volume 13 : Agatha Heterodyne and the Sleeping City (160 p.) (rassemble les chapitres correspondants du webcomic)
  - Paperback :  (ISBN 978-1-890856-59-5)
  - Hardcover :  (ISBN 978-1-890856-60-1)
- Girl Genius Omnibus Edition Vol 1 (2006) (reprend les v.1–3 dans une édition en plus petit format et en noir et blanc)
  - Paperback:  (ISBN 978-1-890856-40-3)
- Girl Genius Omnibus Vol 1: Agatha Awakens (2012) (reprend les v.1–3 en couleur)
  - Hardcover:  (ISBN 978-0-7653-3132-8)

## Adaptation
Girl Genius fait l'objet d'une adaptation en jeu de rôle sur table sous la forme d'un cadre de campagne utilisant le système du jeu de rôle générique GURPS. Le jeu est financé en ligne par une campagne de financement sur la plate-forme Kickstarter avec un grand succès (plus de 172 000 dollars américains rassemblés, pour un objectif initial de 12 780 $). Le jeu est publié par Steve Jackson Games en 2022 sous la forme d'un livre à couverture rigide de 192 pages en couleur  (ISBN 978-1-55634-653-8) incluant une aventure inédite de Girl Genius en 8 pages.